# Lotario Conti, II duca di Poli e Guadagnolo
Lotario II Conti (Roma, ... – Poli, 8 ottobre 1635) è stato un nobile, militare e diplomatico italiano.

## Biografia

### I primi anni
Lotario era figlio del Duca Torquato I Conti, e della Duchessa Violante Farnese; Pur non conoscendo precisamente l'anno della sua nascita, abbiamo sue prime notizie nell'anno 1571 quando il padre lo menziona nel proprio testamento come erede di una parte dei beni di famiglia assieme ai suoi fratello Carlo e Appio.
Rimasto orfano del genitore ancora molto giovane, venne accolto dal cardinale Alessandro Farnese alla sua corte, dove ebbe modo di formarsi nell'educazione. Sotto la spinta del Farnese, intraprese per qualche tempo la carriera militare portandosi a combattere nelle Fiandre col duca di Parma, ma quando suo fratello Appio decise di intraprendere questa stessa carriera e suo fratello Carlo scelse di intraprendere la carriera ecclesiastica, Lotario si convinse a ritornare a Roma per meglio curare gli affari della sua casata. Sempre grazie alla sua amicizia col cardinale Farnese, riuscì ad introdursi negli ambienti curiali romani. Per riallacciare il suo legame con Roma, sposò la nobildonna Clarice Orsini che però morì di parto nel luglio del 1594 e l'anno successivo si risposò con Giulia Orsini di Bomarzo, da cui ebbe in dote la straordinaria cifra di 20.000 scudi.

### La missione presso Rodolfo II del Sacro Romano Impero
Clemente VIII nel 1594 gli affidò una missione diplomatica presso l'imperatore Rodolfo II del Sacro Romano Impero. Tale missione, estremamente delicata, era scaturita originariamente dalla lega antiturca promossa dal pontefice per intensificare l'operato delle forze cristiane in oriente da dove era giunta la notizia di un possibile riarmo, reificatosi con la caduta di Györ il 29 settembre di quello stesso anno. La missione affidata a Lotario era da subito sembrata alquanto insolita in quanto papa Aldobrandini, non solo non si era servito di un ecclesiastico, ma da poco il nunzio apostolico a Praga aveva ribadito al sovrano le medesime necessità, ma evidentemente non era stato sufficientemente pressante.
ma nonostante ciò lo stesso anno, L'imperatore del Sacro Romano Impero Rodolfo II d'Asburgo soddisfatto per l'eccellente Operato del Duca Lotario II Conti decise di donargli uno scettro, una Pistola, nonché una Scimitarra Riccamente Decorata con Gioielli, per ultimo un grosso Rubino.
La missione del Principe, sicuramente non facile, era quella di far presente sostanzialmente l'insoddisfazione del pontefie per il "mal ordine" e la "poca obbedienza" regnanti nell'esercito cristiano di cui l'imperatore era la guida. Al sovrano germanico sarebbe spettato l'onere di animare i capi militari con "la speranza dei premi et col timore del castigo" ma avrebbe nel contempo dovuto promuovere una politica interventista perché, a fronte della persecuzione della tattica attendista che si stava perseguendo, si sarebbe potuti incappare nella completa rovina degli stati cristiani occidentali. Rodolfo II, che risiedeva abitualmente a Praga, era del resto molto distante da Vienna e dalla sua politica, che gli perveniva in maniera troppo edulcorata (a parere del pontefice) da messi "imperiti".
La delicatezza della missione stava nel fatto che tutte queste cose andavano ribadite all'imperatore senza però compromettere l'importante missione di cattolicizzazione della Boemia e dell'Ungheria che questi stava portando avanti con difficoltà a vantaggio della chiesa stessa e per evitare il dilagare dei turchi e della religione islamica.
Come ultimo punto, il pontefice chiese a Lotario di rassicurare l'imperatore sul fatto che il pontefice intendesse garantire tutto ciò che gli fosse stato possibile per compiere sforzi diplomatici ed inviare soldati e denaro per la causa.
Contemporaneamente alla missione del Principe Lotario II Conti, ne venne inviata una a Madrid con portavoce Gian Francesco Aldobrandini, nipote del papa, la quale però ebbe esito negativo.
Al suo ritorno in Italia, Lotario Conti si impegnò da subito a favore del pontefice per la raccolta delle truppe da inviare in soccorso agli imperiali, partecipando in prima persona alla formazione delle truppe da inviare in Ungheria sotto il comando di Gian Francesco Aldobrandini con la luogotenenza di Camillo Capizucchi.
Venne inserito in questo stesso periodo nell'esercito pontificio nella guerra di devoluzione di Ferrara che vide contrapposti Clemente VIII e Cesare d'Este, che però si concluse il 13 gennaio 1598 con la firma di una convenzione che evitò degli scontri militari.

### La missione in Spagna per il duca di Parma
Nel 1606 chiese congedo per sei mesi per portarsi in Spagna, ospite del Duca Ranuccio Farnese il quale era intenzionato a sfruttare l'influenza della sua figura per combinare il tentativo (poi fallito) di combinare un matrimonio tra Odoardo Farnese e Maria Maddalena d'Austria, col fine di garantire una discendenza maschile ai duchi di Parma. Oltre a ciò, il duca Farnese incaricò il Principe Lotario II Conti di ottenere dal re di Spagna la rassicurazione che il viceré spagnolo in Italia, che già aveva occupato Novara, non avesse intenzione di annettere ai domini del milanese anche Borgo Val di Taro che faceva parte dei domini parmensi. Filippo III di Spagna, che ebbe modo di conoscere Lotario in questo frangente e di stimarlo particolarmente per le sue doti diplomatiche, alla fine di queste operazioni gli affidò una provvigione annuale di 1000 scudi che, assieme al premio ricevuto dal duca di Parma, gli consentì di risollevarsi, almeno in parte, gli spaventosi debiti accumulati negli anni precedenti.
Pur impegnandosi attivamente per i Farnese, non dimenticò mai i propri doveri verso la corte pontificia e nel 1621 ne venne ricompensato con la nomina a maestro del Sacro Ospizio. Nel 1626 si adoperò nelle trattative prima, e nei preparativi poi, del matrimonio tra il duca Odoardo Farnese, figlio del defunto Ranuccio, con Margherita de' Medici.
In questi stessi anni si dedicò attivamente anche all'amministrazione del suo feudo di Poli: ebbe parte attiva nell'edificazione della locale chiesa di San Pietro, restaurò il castello e migliorò le reti viarie e idriche della cittadina. A Poli morì l'8 ottobre 1635.

## Matrimonio e figli
il Principe Lotario II Conti sposò in prime nozze la Marchesa Clarice Orsini (? - di parto, 8 luglio 1594), figlia del marchese Latino Orsini e della nobildonna Lucrezia Salviati; la coppia ebbe due figli:
- Torquato II Conti (1591 - 6 giugno 1636), sin da giovane fu avviato alla carriera Militare dapprima agli stipendi Impero spagnolo poi per i Pontifici ed infine per gli Imperiali ove nel 1629 divenne Feldmaresciallo del Sacro Romano Impero, e l'8 ottobre 1635 in seguito alla morte del padre gli succedette in tutti i suoi feudi.
- una figlia (8 luglio 1594 - ?)

In seconde nozze il Duca Lotario II Conti nel 1595 si Risposò con la Duchessa Giulia Orsini (1579 - 8 dicembre 1660), figlia di Mario Orsini, signore di Bomarzo, e della nobildonna Porzia Vitelli; la coppia ebbe i seguenti quattordici figli:
- Appio III Conti (1596 - 14 aprile 1666), sin da Giovane fu avviato alla carriera Militare sotto gli stipendi degli Imperiali, sotto il comando del Albrecht von Wallenstein ove divenne Generale dell'Artiglieri Imperiale, e successivamente si mise al servizio dei Farnese del qual divenne capitano degli arcieri, non chè fu nominato Cavallerizzo Maggiore del Duca Ranuccio I Farnese e da quest'ultimo venne anche insignito del titolo di Marchese di Castelguelfo, in ciò intraprese la carriera Diplomatica ove divenne ambasciatore presso il Pontefice Innocenzo X dal qual nel 1648  venne anche nominato II Principe di San Gregorio il quale in seguito lo vendette al Principe Taddeo Barberini, e nel 1636 in seguito alla morte del fratello maggiore, Appio III Conti gli succedette in tutti i suoi feudi. Sposò nel 1612 Giacinta Sanvitali dei conti di Fontanellato (1600 - 10 marzo 1652), e ne ebbe quattro figlie:
  - Maria, morta in giovane età
  - Teresa, morta in giovane età
  - Giulia
  - Giacinta
- Oddone Conti (1598 - 17 marzo 1677[1]), nel 1663 venne annoverato presso i cavalieri dell'Ordine di Malta, ma in seguito decise di abbandonare la carriera cavalleresca per entrar nella Compagnia di Gesù del qual divenne poco tempo dopo Docente insegnando Teologia e Filosofia a Roma
- Berardo Conti (? - all'età di 25 anni), sin da giovane fu avviato alla carriera ecclesiastica ove divenne Abate presso il Santuario della Mentorella, inoltre venne annoverato fra i cavalieri dell'Ordine di Santo Stefano papa e martire
- Innocenzo Conti, (1613 - 13 gennaio 1661), sin da giovane fu avviato alla carriera militare assieme ai fratelli Appio e Torquato Conti, ove si mise al Servizio degli Imperiali, in qual si distinse Valorosamente in Svezia, Slesia, Francia; e successivamente militò anche per i Pontifici. tanto da meritarsi il soprannome di Il Marte di Praga
- Carlo IV Conti (1615 - 15 giugno 1690[2]), sin da giovane venne avviato alla carriera militare al servizio de Pontifici presso Avignone, in seguito alla morte del fratello Appio III Conti avvenuta nel 1666 gli succedette in tutti i suoi titoli, nonche nella prestigiosa carica di Gran Maestro del Sacro Ospizio. Sposò Isabella (? - 30 dicembre 1687, figlia del marchese Michelangelo Muti, dalla quale ebbe undici figli[2]:
  - Giuseppe Lotario (1651 - 1724), sposò nel 1677 Lucrezia, figlia di Marcantonio V Colonna e proseguì la dinastia
  - Giacinta Maria (11 novembre 1652 - 22 marzo 1728), sposò nel 1666 Giuseppe Angelo Cesi, duca d'Acquasparta
  - Torquato III (? - 12 agosto 1678)
  - Michelangelo (1655 - 1724), poi Papa Innocenzo XIII
  - Francesco Ignazio (1656 - ?), militò al servizio dell'Impero
  - Appio IV, militò al servizio dell'Impero
  - Antonio (1659 - 1675)
  - Egidio (? - 19 agosto 1678)
  - Bernardo (1664 - 1730), cardinale
  - Alessandro Maria (1666 - ?)
  - Giulia (1670 - ?)
- Giannicolò Conti (1º giugno 1617 - 20 gennaio 1698), Destinato sin dalla gioventù alla carriera ecclesiastica, divenne prelato pontificio e commissario delle armi per le legazioni di Bologna, Ferrara e Ravenna. e il 14 gennaio 1664 fu nominato Cardinale in pectore dal Pontefice Alessandro VII, e successivamente il 15 marzo 1666 ricevette il titolo di Santa Maria in Traspontina sino al 1691 ove ricevette la Sede suburbicaria di Sabina-Poggio Mirteto, e la Popolazione di Poli come premio donò al Porporato un Bacile d'Argento del Prezzo di Cento Scudi.
- Andrea Conti (? - 29 ottobre 1646), anch'esso come il fratello Berardo fu avviato alla carriera ecclesiastica, ed in seguito alla morte del fratello Berardo, Andrea Conti gli succedette nella carica di Abate presso il Santuario della Mentorella, inoltre venne nominato Canonico presso la Basilica di San Giovanni in Laterano
- Carlo II Conti (morto a circa vent'anni), militò negli eserciti imperiali
- Giulia Conti, sin da Giovane fu avviato alla carriera ecclesiastica ove ben presto venne annoverata presso l'ordine delle Oblate di Santa Francesca Romana presso la Chiesa di Santa Maria Annunziata a Tor de' Specchi.
- Cecilia Conti (? - 3 maggio 1647), Sposò il Marchese Cesare Turchi figlio del Marchese Alfonso Turchi e della Marchesa Livia degli Obizzi
- Clarina Conti (? - 7 agosto 1676),  nel 1622 Sposò il Conte Ercole Rangoni figlio del Conte Gherardo Rangoni e della Contessa Lucia Boschetti, nel 1637 in seguito alla morte del Marito divenne Dama di Compagnia della Duchessa Margherita de' Medici.
- Maria Violante Conti, anch'essa come la sorella Cecilia fu avviata alla carriera Ecclesiastica presso le Monache benedettine della Chiesa di Sant'Alessandro, ove in seguito ne divenne Superiora.
- Costanza Conti, sposò il Marchese Alfonso Theodoli
- Maria Felice Conti, avviata alla carriera ecclesiastica assieme alle due sorelle Maria Violante e Giulia Conti, ove fu mandata presso la Chiesa di Sant'Ambrogio della Massima.

## Ascendenza
|                                               |                                          |                                       | Genitori                              |  |  | Nonni |  |  | Bisnonni                      |  |  | Trisnonni                    |  |
|                                               |                                          |                                       |                                       |  |  |       |  |  | Giulio Conti, signore di Poli |  |  | Paolo Conti, signore di Poli |  |
|                                               |                                          |                                       |                                       |  |  |       |  |  | Giulio Conti, signore di Poli |  |  | Paolo Conti, signore di Poli |  |
|                                               |                                          | Maddalena Orsini                      |                                       |  |  |       |  |  | Giulio Conti, signore di Poli |  |  |                              |  |
| Carlo Conti, signore di Poli                  |                                          |                                       |                                       |  |  |       |  |  | Giulio Conti, signore di Poli |  |  |                              |  |
|                                               |                                          | Giacoma Conti                         | Mariano Conti                         |  |  |       |  |  |                               |  |  |                              |  |
|                                               |                                          | Giacoma Conti                         | Mariano Conti                         |  |  |       |  |  |                               |  |  |                              |  |
|                                               |                                          | Giacoma Conti                         | Geronima Colonna                      |  |  |       |  |  |                               |  |  |                              |  |
| Torquato I Conti, I duca di Poli e Guadagnolo |                                          | Giacoma Conti                         |                                       |  |  |       |  |  |                               |  |  |                              |  |
|                                               |                                          | Antimo Savelli, signore di Albano     | Cristoforo Savelli, signore di Albano |  |  |       |  |  |                               |  |  |                              |  |
|                                               |                                          | Antimo Savelli, signore di Albano     | Cristoforo Savelli, signore di Albano |  |  |       |  |  |                               |  |  |                              |  |
|                                               |                                          | Antimo Savelli, signore di Albano     | Porzia da Ceccano                     |  |  |       |  |  |                               |  |  |                              |  |
| Maria Tarquinia Savelli Conti                 |                                          | Antimo Savelli, signore di Albano     |                                       |  |  |       |  |  |                               |  |  |                              |  |
|                                               |                                          | Giulia Conti                          | Sigismondo Conti, signore di Poli     |  |  |       |  |  |                               |  |  |                              |  |
|                                               |                                          | Giulia Conti                          | Sigismondo Conti, signore di Poli     |  |  |       |  |  |                               |  |  |                              |  |
|                                               |                                          | Giulia Conti                          | …                                     |  |  |       |  |  |                               |  |  |                              |  |
| Lotario Conti, II duca di Poli e Guadagnolo   |                                          | Giulia Conti                          |                                       |  |  |       |  |  |                               |  |  |                              |  |
|                                               | Pier Bertoldo Farnese, signore di Latera | Bartolomeo Farnese, signore di Latera |                                       |  |  |       |  |  |                               |  |  |                              |  |
|                                               | Pier Bertoldo Farnese, signore di Latera | Bartolomeo Farnese, signore di Latera |                                       |  |  |       |  |  |                               |  |  |                              |  |
|                                               | Pier Bertoldo Farnese, signore di Latera | Iolanda Monaldeschi della Cervara     |                                       |  |  |       |  |  |                               |  |  |                              |  |
| Galeazzo I Farnese, duca di Latera            | Pier Bertoldo Farnese, signore di Latera |                                       |                                       |  |  |       |  |  |                               |  |  |                              |  |
|                                               |                                          | Battistina dell'Anguillara            | Francesco dell'Anguillara             |  |  |       |  |  |                               |  |  |                              |  |
|                                               |                                          | Battistina dell'Anguillara            | Francesco dell'Anguillara             |  |  |       |  |  |                               |  |  |                              |  |
|                                               |                                          | Battistina dell'Anguillara            | Lucrezia Farnese                      |  |  |       |  |  |                               |  |  |                              |  |
| Violante Farnese                              |                                          | Battistina dell'Anguillara            |                                       |  |  |       |  |  |                               |  |  |                              |  |
|                                               |                                          | Giuliano dell'Anguillara              | Giovanni Battista dell'Anguillara     |  |  |       |  |  |                               |  |  |                              |  |
|                                               |                                          | Giuliano dell'Anguillara              | Giovanni Battista dell'Anguillara     |  |  |       |  |  |                               |  |  |                              |  |
|                                               |                                          | Giuliano dell'Anguillara              | …                                     |  |  |       |  |  |                               |  |  |                              |  |
| Isabella dell'Anguillara                      |                                          | Giuliano dell'Anguillara              |                                       |  |  |       |  |  |                               |  |  |                              |  |
|                                               |                                          | Girolama Farnese                      | Pier Luigi Farnese Seniore            |  |  |       |  |  |                               |  |  |                              |  |
|                                               |                                          | Girolama Farnese                      | Pier Luigi Farnese Seniore            |  |  |       |  |  |                               |  |  |                              |  |
|                                               |                                          | Girolama Farnese                      | Giovannella Caetani                   |  |  |       |  |  |                               |  |  |                              |  |
|                                               |                                          | Girolama Farnese                      |                                       |  |  |       |  |  |                               |  |  |                              |  |